# حرائق كاليفورنيا 2007

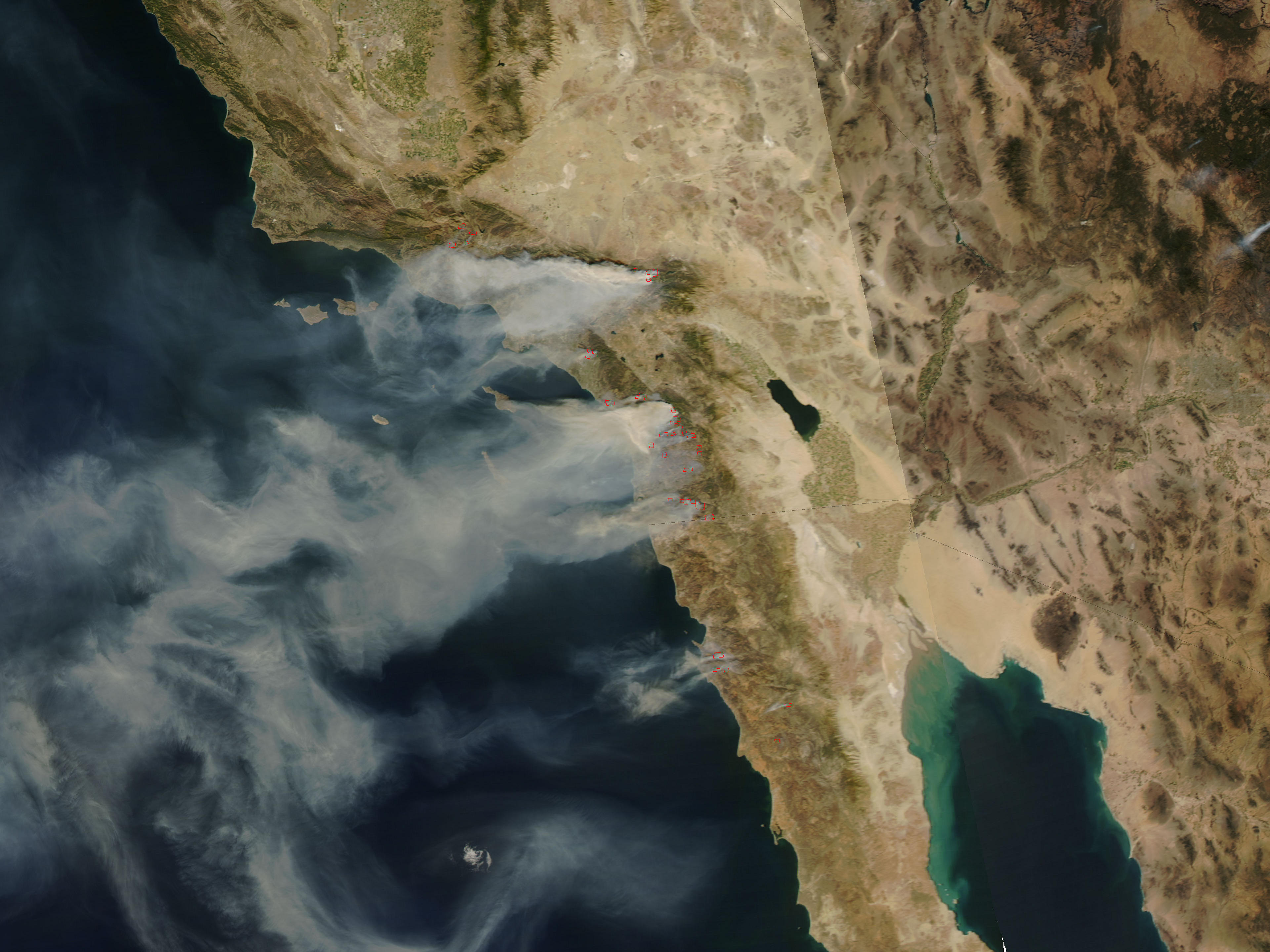
صورة التقطتها ناسا من الفضاء في 23 أكتوبر 2007 توضح الدخان الصاعد من حرائق كاليفورنيا

حرائق الغابات في كاليفورنيا أكتوبر 2007 (بالإنجليزية: California wildfires of October 2007)‏, عبارة عن أكثر من 20 حريقا  في الغابات في جنوب كاليفورنيا في الولايات المتحدة الأمريكية, مما أدى إلى إجلاء أكثر من 1,000,000 شخص من منازلهم  نسخة محفوظة 25 أكتوبر 2007 على موقع واي باك مشين.، وتدمير ما لا يقل عن 1,500 من المنازل والمباني , وأدت هذه الحرائق أيضا إلى احتراق نحو 2000 كيلومتر مربع من الأراضي في أنحاء النصف الجنوبي من الولاية ، وقال المسؤولون إنهم يخشون أن تصبح النار أكثر وأشد فتكا من حرائق عام 2003، وقالوا إنه من الممكن أن تكون الأسوأ من أي وقت مضى على الإطلاق.
وقد قتلت هذه الحرائق 14 شخص  وأضرت ما لا يقل عن 70 شخص . وكانت أكثر المناطق ضررا هي سان دييغو حيث تستعصي ثلاثة حرائق كبيرة للغابات على السيطرة وكذلك انتشرت الحرائق في ولاية أريزونا ونيفادا ونيو مكسيكو وأوريغون وغيرها من الولايات وكذلك امتدت النيران إلى الحدود المكسيكية على مشارف مدينة تيهوانا .
حاكم ولاية كاليفورنيا آرنولد شوارزنيجر أعلن حالة الطوارئ في سبع مقاطعات في ولاية كاليفورنيا حيث احرقتها النيران. وقد أعلن الرئيس بوش حالة الطوارئ في ولاية كاليفورنيا وأمر الوكالة الإتحادية لإدارة الطوارئ بالمساعدة. 

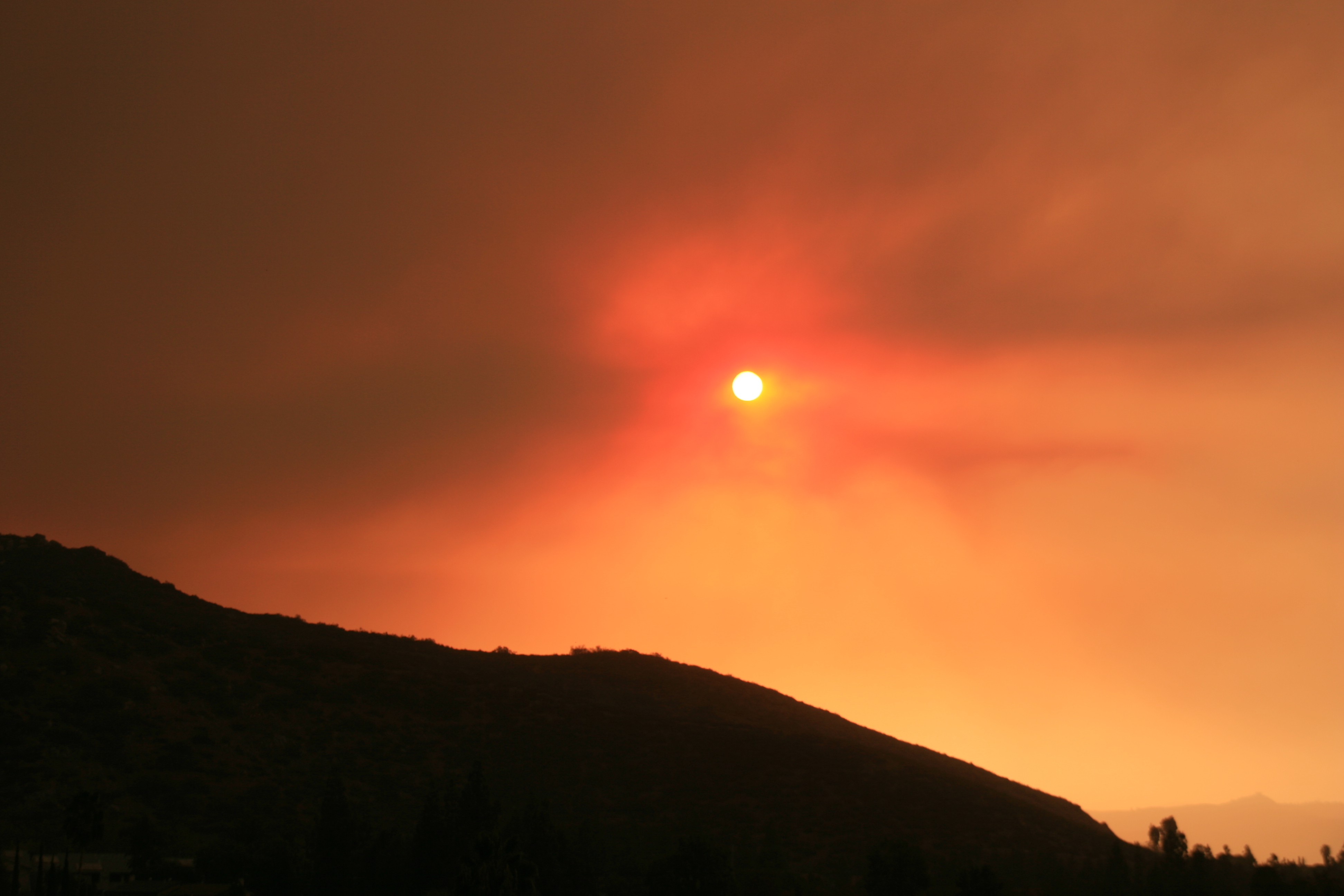
الدخان يملأ السماء أثناء شروق الشمس في 22 أكتوبر

وكان سبب هذه الحرائق هو الرياح القوية وا الارتفاع الشديد لدرجة الحرارة والجفاف المستمر في المنطقة منذ مارس 2007. ولكن السبب الرئيسي في الحرائق كان بسبب التماس كهربائي جراء سقوط أحد خطوط الضغط العالي في الرياح الشديدة. 

## وصلات خارجية
- تقرير من كاليفورنيا عن الحرائق
- معلومات عن الطوارئ في مدينة سان دييغو
- مقال بالسي ان ان عن الحرائق